# La Victoria, Boyacá
La Victoria är en ort i Colombia.   Den ligger i departementet Boyacá, i den centrala delen av landet, 100 km norr om huvudstaden Bogotá. La Victoria ligger 1 380 meter över havet och antalet invånare är 314.
Terrängen runt La Victoria är kuperad norrut, men söderut är den bergig. Runt La Victoria är det ganska tätbefolkat, med 62 invånare per kvadratkilometer. Närmaste större samhälle är Quípama, 6,1 km öster om La Victoria. I omgivningarna runt La Victoria växer i huvudsak städsegrön lövskog.